# オヴィディウ・ハツェガン
オヴィディウ・アリン・ハツェガン（Ovidiu Alin Hațegan、1980年7月14日 - ）は、ルーマニアのプロサッカー審判員。主にリーガ1で活動するほか、国際サッカー連盟 (FIFA) 登録の国際審判員としても活動している。

## 審判員としてのキャリア
アラドで生まれたハツェガンは、2006年からリーガ1で審判員を務め、2008年に国際審判員としてFIFAに登録された。国際審判員としてはUEFA EURO 2012予選と2014FIFAワールドカップ予選の両方で審判を務めた。
2013年、 欧州サッカー連盟 (UEFA) 会長のミシェル・プラティニは、同年10月23日にアレナ・ヒムキで行われた2013-14UEFAチャンピオンズリーグ・グループD第3節・CSKAモスクワ対マンチェスター・シティの試合中に起こった群衆からのレイシストチャントに対処するためのプロトコルをハツェガンが適用しなかった理由を確認するために内部調査を命じる。CSKAモスクワは後にサポーターの「人種差別的行動」で訴追されたが 、ハツェガンは訴追を免れた 。
2017年11月9日、2018年FIFAワールドカップ予選プレーオフ・北アイルランド対スイスの第1戦を担当。北アイルランドのコリー・エヴァンスがハンドの反則を犯したと判定して物議を醸す（この時得たペナルティーキックが決勝点となりスイスが勝利する）。第2戦は0–0で終了し、スイスがワールドカップ出場権を獲得した。
2018年11月19日にフェルティンス・アレーナで行われたUEFAネーションズリーグ2018-19・リーグA・ドイツ対オランダのハーフタイム中に、母親が亡くなったことを知らされる。主審を交代することも可能であったが、ハツェガンは試合終了で主審を続けることを選択した。試合終了のホイッスルの後、目に見えて取り乱した彼は、オランダのキャプテン、フィルジル・ファン・ダイクに慰められた場面があった。

## 私生活
ハツェガンはティミショアラにあるビクター・バベシュ医科薬科大学で医学を専攻しておりその後、彼は故郷のアラドにあるヴァシレ・ゴルディシュ西部大学で解剖学の教鞭を執った。
2009年に妻のニコレタと結婚し、2人の子供がいる。

## 審判記録

### 欧州選手権
| 2016 UEFA EURO –フランス | 2016 UEFA EURO –フランス   | 2016 UEFA EURO –フランス | 2016 UEFA EURO –フランス |
| 日程                     | 試合                       | 会場                     | ラウンド                 |
| ------------------------ | -------------------------- | ------------------------ | ------------------------ |
| 2016年6月12日            | ポーランド– 北アイルランド | ニース                   | グループステージ         |
| 2016年6月22日            | イタリア– アイルランド     | ヴィルヌーヴダスク       | グループステージ         |

| 2020 UEFA EURO | 2020 UEFA EURO         | 2020 UEFA EURO         | 2020 UEFA EURO   | 2020 UEFA EURO |
| 日程           | 試合                   | 会場                   | ラウンド         | スコア         |
| -------------- | ---------------------- | ---------------------- | ---------------- | -------------- |
| 2021年6月14日  | ポーランド– スロバキア | セントピーターズバーグ | グループステージ | 1-2            |
| 2021年6月20日  | イタリア– ウェールズ   | ローマ                 | グループステージ | 1-0            |

### 夏季オリンピック
| 2016年夏季オリンピック–男子トーナメント–ブラジル | 2016年夏季オリンピック–男子トーナメント–ブラジル | 2016年夏季オリンピック–男子トーナメント–ブラジル | 2016年夏季オリンピック–男子トーナメント–ブラジル |
| 日程                                             | 試合                                             | 会場                                             | ラウンド                                         |
| ------------------------------------------------ | ------------------------------------------------ | ------------------------------------------------ | ------------------------------------------------ |
| 2016年8月7日                                     | ブラジル– イラク                                 | ブラジリア                                       | グループステージ                                 |
| 2016年8月17日                                    | ブラジル– ホンジュラス                           | リオデジャネイロ                                 | 準決勝                                           |